# Castello di Corano
Das Castello di Corano ist eine mittelalterliche Burg in Corano, einem Ortsteil der Gemeinde Borgonovo Val Tidone in der italienischen Region Emilia-Romagna. Sie liegt in dominanter Lage auf der orographisch linken Seite des Tidone-Tals.

## Geschichte
Es ist nicht bekannt, wann die Burg erbaut wurde. Die erste, sichere urkundliche Erwähnung betrifft ihre Zerstörung um die Mitte des 12. Jahrhunderts durch Truppen in Diensten des Kaisers Friedrich Barbarossa. 1241 wurde die guelfische Garnison, die die Burg verteidigte, von den Streitkräften des Enzio von Sardinien besiegt, die daraufhin auch begannen, die Zwingermauer, die die Burg umgab, niederzureißen.
Im Zuge des Konfliktes zwischen Galeazzo II. Visconti und Amadeus VI. von Savoyen wurde die Burg 1372, ebenso wie andere Burgen im Tidone-Tal, von päpstlichen, auf Seiten der Savoyer kämpfenden Truppen besetzt. Die Besetzung war aber nur von kurzer Dauer, da die Visconti schon im folgenden Jahr alle Gebiete im Tidone-Tal zurückeroberten. Am 16. Mai 1417 steckte der Condottiere Francesco Bussone da Carmagnola die Burg in Brand. Letzterer war vom Herzog von Mailand im Kampf gegen das Geschlecht der Arcelli ins Tidone-Tal geschickt worden.
1438 erhielt Lazzaro Radini Tedeschi von Filippo Maria Visconti den Grafentitel und die Lehen über Corano und Vairasco. 1453 wurde die Burg wiederaufgebaut und verstärkt. Die Rechte der Familie Radini Tedeschi auf Corano wurden später auch von den Sforza bestätigt und die Burg blieb bis zum Tod von Graf Daniele Radini Tedeschi und dem Erlöschen des Familienzweiges in ihren Händen. Letzterer benannte im Einvernehmen mit dem König von Frankreich und damaligen Herrscher von Mailand, Franz I., die Söhne seiner Schwester Angela, Giovanni und Alessandro Anguissola, zu seinen Erben. Bei der Teilung der Güter zwischen den beiden fiel Corano an Giovanni. Anschließend ging der Besitz in die Hände seines Neffens Giulio über, nachdem Giovanni Anguissola eine führende Rolle bei der tödlichen Verschwörung gegen den Herzog von Parma und Piacenza, Pier Luigi II. Farnese, spielte und er nach dem Tod des Herzogs zur Flucht gezwungen war. Die Nachkommen Giulios konnten den Grafentitel und den Besitz der Burg bis zum Beginn des 19. Jahrhunderts wahren.

## Beschreibung
Das kleine Gebäude besteht nur aus einem einzigen Baukörper, was in der Provinz Piacenza besonders selten ist. Es wurde aus Mauerziegeln erbaut, die auf einem Steinfundament ruhen. Der Unterschied zwischen den beiden Materialien zeigt vermutlich nicht verschiedene Bauphasen an, sondern könnte, wie Carlo Perogalli annimmt, statische Gründe haben oder auf die beim zur Verfügung stehenden Materialien hinweisen.
Die Burg hat einen trapezförmigen Grundriss mit einem einzelnen, rechteckigen Turm, der an die kurze Seite angebaut ist und eine stark angeschrägte Basis hat, auf der noch die Spuren einer inzwischen verschwundenen Zugbrücke zu sehen sind. Auf dem Gebäude waren ursprünglich Zinnen angebracht, die heute noch, obwohl vermauert, die Dacheindeckung stützt. Der höchste Teil des Turms und der Hauptbaukörper sind durch Ziegeldekorationen in Sägezahnform gekennzeichnet, ein im 14. Jahrhundert typischen, architektonischen Element in der Poebene.
Einige Innenräume sind mit Fresken von Luigi Arrigoni verziert, einem der bekanntesten piacentinischen Maler am Beginn des 20. Jahrhunderts, der die Burg in den ersten Jahren seines Schaffens als Atelier nutzte.